# Półrzeczki

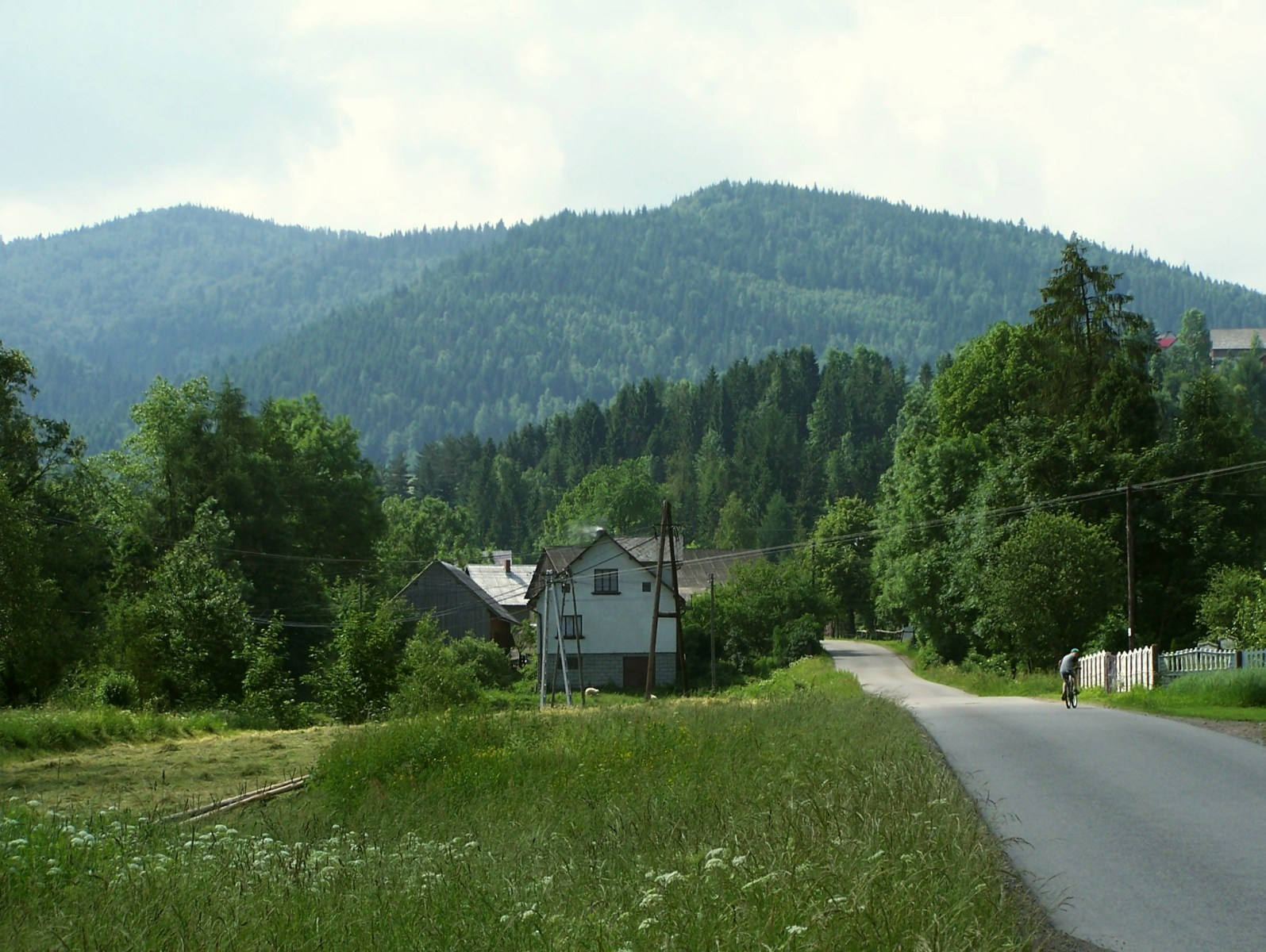
Dolna część Półrzeczek (na granicy z Jurkowem)

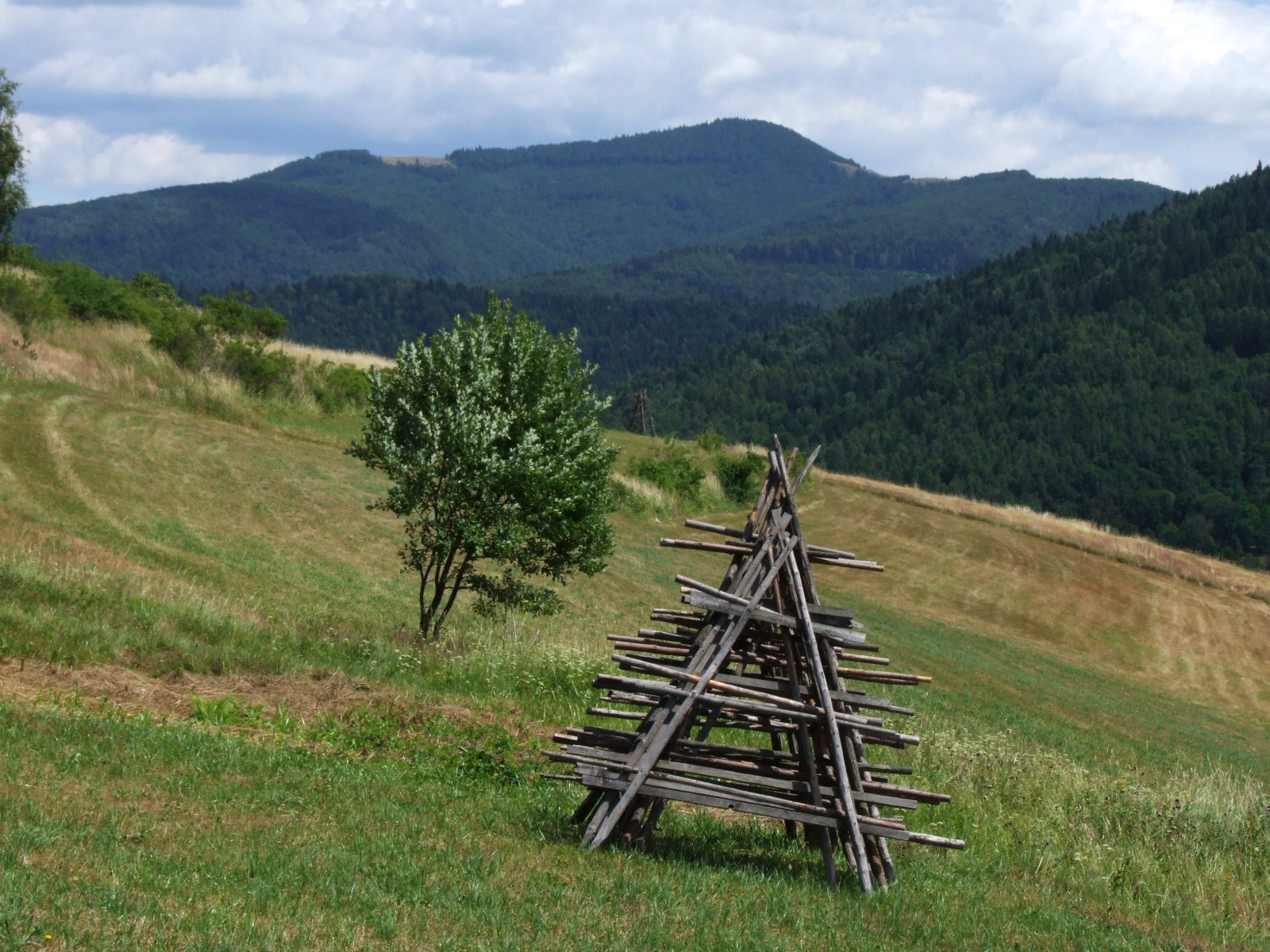
Widok z Półrzeczek na Mogielicę. Na pierwszym planie tzw. krzasła.

Półrzeczki (daw. Pułrzyczki, Podrzeczki) – wieś w Polsce, położona w województwie małopolskim, w powiecie limanowskim, w gminie Dobra.
W latach 1975–1998 wieś administracyjnie należała do województwa nowosądeckiego.
Powierzchnia miejscowości to 21,7 km²  co stanowi 20,2% obszaru gminy (najwięcej pod względem powierzchni w gminie) oraz 2,27% powierzchni powiatu. Gęstość zaludnienia średnio wynosi 28 osób/km² (najmniejsza w gminie).

## Położenie
Miejscowość położona jest w Beskidzie Wyspowym w dolinie potoku Jurkówka, pomiędzy najwyższymi wzniesieniami; od wschodu: Mogielicy, Małego Krzystonowa (Skalna), Miśki, Krzystonowa, od południa: Pieżguli - Kutrzycy - Jasienia, od zachodu: Kiczory (Kobylicy) i Kiczorki. Główna zabudowa wsi ciągnąca się (3,5 km) wzdłuż rzeki Łososiny leży 560–700 m n.p.m., centrum ok. 610 m n.p.m. Najwyżej położone osiedla (Cyrla, Gronie, Palenica) sięgają 800–820 m n.p.m. Półrzeczki leżą na południowym krańcu gminy Dobra i są jej najwyżej położoną miejscowością. Do sołectwa prowadzi droga od Jurkowa, która kończy się w rejonie osiedla Bulaki pod masywem Jasienia.
Najdalsze zabudowania znajdują się w ciasnym i stromym wąwozie potoku Dziadówka, wcinającym się głęboko w zbocza pod przełęczą pomiędzy Mogielicą a Krzystonowem.
Miejscowość obszarowo graniczy z Chyszówkami, Jurkowem, Wilczycami (gmina Dobra), Łętowem, Lubomierzem (gmina Mszana Dolna), Szczawą (gmina Szczawa) oraz Słopnicami (gmina Słopnice).
Odległość z centrum wsi do: Mszany Dolnej – 15 km, Limanowej – 22 km, Rabki-Zdroju – 27 km, Nowego Sącza – 45 km, Krakowa – 70 km.

## Integralne części wsi
| części wsi | Bocony, Bolsęgi, Bulaki, Chomy, Cyrla, Do Rakoczego, Fudaleje, Gronie, Jarosze, Kaczory, Króle, Kuchty, Matacze, Miśki, Mordele, Mrózki, Mysze, Palenica, Pod Kuchtą, Polana, Potaśnia, Potoki, Rola, Rzepki, Sakta, Stefany, Stóse, Świstaki, Walczaki, Za Górką |

## Struktura powierzchni
Na powierzchnię Półrzeczek składają się :
- użytki rolne: 19,5%
- użytki leśne: 78,9%[12]

Użytki rolne stanowią najmniejszy udział w obszarze wsi w stosunku do wszystkich miejscowości w całej gminie. Grunty pod względem jakości należą do klas IV–VI (słabe). Lasy zajmują najwięcej terenu Półrzeczek (największa lesistość w gminie). Głównym gatunkiem drzewostanu jest buczyna karpacka, jodła i świerk, które porastają wznoszące się tu góry.

## Budownictwo
Charakterystycznym elementem dla krajobrazu zagórzańskiego, który w Półrzeczkach łatwo zaobserwować są skupiska domów wraz z zabudowaniami gospodarskimi. Oddzielone są od siebie polami i łąkami, a każde z nich łączy się poprzez osiedlową drogę z główną szosą. Sanowią tzw osiedla, biorące swoją nazwę od nazwisk pierwszych osadników bądź nazw zawodów. Zabudowa ta znacznie się różni od lachowskiej, m.in. rozproszonej w Sróży czy Woli Skrzydlańskiej lub zwartej, gęstej która ukształtowała się w Dobrej.

## Historia
Powstanie Półrzeczek związane jest głównie z migracją osadników wołoskich w XV i XVI wieku. Grupa przybyszów zajmujących się pasterstwem dotarła w Beskid Wyspowy, wypasając swe stada na zboczach (polanach) Mogielicy i Jasienia. Uprawiający gospodarkę pasterską, którą prowadzili w surowych warunkach klimatycznych, zasiedlali niedostępne, wyżej położone obszary górskie (dom oznaczony numerem 1 znajdował się na Cyrli). Ich działania były wspierane przez okolicznych włodarzy (Pieniążków i Lubomirskich). Ślady osadnictwa wołoskiego można zaobserwować do dziś w nazewnictwie geograficznym (Beskid, Kiczora), określeniach związanych z pasterstwem (bryndza, żętyca, bacówka), czy też w nazwach osiedli często wywodzących się od pierwszych osadników (Homy, Rakocze).
Osiedle Białe (obecnie należące do Szczawy zamieszkałe przez grupę etnograficzną Białych Górali) położone w dolinie Kamienicy, po wschodniej stronie Krzystonowa stanowiło kiedyś część wsi Półrzeczki.
Z miejscowością związana była dr Janina Banachowska, pracująca i mieszkająca tu przez ponad 30 lat, autorka książki „Dochtórko, ratujcież” (2007) opisującej przygody wiejskiego lekarza w górskiej wsi, mentalność jej mieszkańców, czy zwyczaje panujące tu przed kilkudziesięcioma laty.
Obecnie we wsi znajduje się Szkoła Filialna im. Wincentego Pola, którą oddano do użytku w 2004 r. Budynek starej, zrujnowanej szkoły mającej przypuszczalnie 120-150 lat (Półrzeczki 6) został rozebrany w lecie 2025 r. W roku 1982 rozpoczęto budowę murowanej kaplicy pod wezwaniem Św. Jana Chrzciciela. Miejscowość jest siedzibą leśnictwa „Skalne” obejmującego obszar 950,65 ha. W Półrzeczkach znajduje się stacja meteo IMGW (na osiedlu Stefany, 655 m n.p.m.). We wsi zachowało się jeszcze – już nieliczne – dawne, drewniane budownictwo.

## Ludność
Z etnograficznego punktu widzenia Półrzeczki (podobnie jak Jurków czy Chyszówki) zamieszkują Zagórzanie, których stolicą jest Mszana Dolna. Do dziś zachowali oni góralską gwarę, tradycje i zwyczaje.

## Klimat
Panuje tu klimat typu górskiego. Charakteryzują go znaczne opady oraz gruba i długo utrzymująca się pokrywa śnieżna. Maksymalna suma dobowa 164,7 l/m2 zanotowana została 18 lipca 1970 r. W maju 2014 w ciągu 3 dni spadło 269,4 l/m2. W ostatnich latach : min temp -31 °C (luty 2012), max temp ok. 35 °C, pokrywa śnieżna 91 cm (styczeń 2019).
11 lipca 2024 między godziną 12 a 13,  w ciągu godziny tutejsza stacja  IMGW zanotowała opad 65,2 l/m², z czego 60l/m² w 30 minut, a 25l/m² w zaledwie 10 minut. Burza poczyniła wiele szkód, także w sąsiednim Jurkowie. Łososiną przetoczyła się gwałtowna fala wezbraniowa - na wysokości Piekiełka poziom wody w kilkanaście minut wzrósł z 121 cm do 322 cm. Był to klasyczny przykład powodzi błyskawicznej - nawalny opad (tzw oberwanie chmury) w krótkim czasie plus górski teren potęgujący zniszczenia.
W Półrzeczkach można zaobserwować efekt opadu orograficznego, czyli zwiększone opady po nawietrznej, w tym przypadku zachodniej stronie pasma Mogielica–Jasień. Między 16 a 19 lipca 2018 na stacji telemetrycznej IMGW Półrzeczki (655 m) zanotowano 181,7 mm opadu, w Olszówce-Jasionów (735 m) 101,2 mm, w Roztoce (810 m) 137,4 mm. 16 maja 2014 w jedną dobę spadło w Półrzeczkach 162,3 mm opadu a w Roztoce 93,8 mm.

## Turystyka
Miejscowość jest doskonałym punktem wypadowym do zwiedzania szczytów Beskidu Wyspowego.
Szlak turystyczny
 – z Półrzeczek do studenckiej bazy namiotowej Polana Wały na Polanie Wały pod Krzystonowem. Szlak łączy się z przebiegającym pobliskimi szczytami szlakiem żółtym.
Niebieski szlak rowerowy Półrzeczki-Chyszówki – trasa rozpoczyna się na ostatnim przystanku PKS Sakta w Półrzeczkach i biegnie drogami stokowymi pod grzbietem Jasienia, Krzystonowa i Mogielicy. Trasa liczy ok. 15 km i kończy się na przełęczy Rydza-Śmigłego w Chyszówkach.
Trasy Mogielica – wokół szczytu Mogielicy przygotowane jest ok. 21 km tras dla amatorów "biegówek", dodatkowo 2 km trasa na polanie Stumorgowej. Z Półrzeczek, osiedla Mrózki (parking Polany) ok. 3 km do głównej pętli tras Mogielica.
Ruch turystyczny wspomaga kursowanie busów na liniach z Półrzeczek: do Limanowej (przez Dobrą) oraz do Wieliczki (przez Wiśniową).